# أرنب قوي
الأرنب القوي (الإسم العلمي:Sylvilagus robustus)، هو نوع من الثدييات يتبع فصيلة الأرانب ضمن رتبة الأرنبيات. يستوطن أربع سلاسل جبلية في الولايات المتحدة والمكسيك.